# Katsuhiro
Katsuhiro ist ein männlicher japanischer Vorname.

## Bekannte Namensträger
- Katsuhiro Otomo (* 1954), japanischer Manga-Zeichner, Drehbuchautor und Regisseur
- Katsuhiro Shiratori (* 1976), japanischer Beachvolleyballspieler